# Skupljen
Skupljen (cyr. Скупљен) – wieś w Serbii, w okręgu maczwańskim, w gminie Vladimirci. W 2011 roku liczyła 859 mieszkańców.